# Хоензолмс
Хоензолмс (на немски: Hohensolms) е част от общината Хоенар в Хесен, Германия със 747 жители (на 30 юни 2013).
За пръв път е споменат в документ през 1358 г. и има права на град. От 1629 г. Хоензолмс е резиденция на графовете на Золмс-Хоензолмс. Между 1760 и 1770 г. графският двор се мести от Хоензолмс в Лих.